# Maurice Pouvrasseau
Maurice Pouvrasseau, né le 16 juin 1893 à Celle-Lévescault (Vienne) et mort le 15 juillet 1949 dans le 15e arrondissement de Paris, est un homme politique français.

## Biographie
Maurice Pouvrasseau, journaliste, est élu député de la Seine sur la liste SFIO menée par Daniel Mayer en octobre 1945. N'étant pas lui-même militant socialiste, il s'inscrit au groupe de l'UDSR
Député peu actif, il n'intervient qu'une seule fois, pour défendre les débits de boisson.
Candidat à sa réélection en juin 1946, cette fois-ci à la tête d'une liste UDSR, il n'obtient que 1,7 % des voix, ce qui est insuffisant pour être réélu.
Il meurt prématurément, deux ans plus tard, à l'âge de 56 ans.

## Détail des fonctions et des mandats
Mandat parlementaire
- 21 octobre 1945 - 10 juin 1946 : Député de la Seine